# Cornu (Prahova megye)
Cornu község Prahova megyében, Munténiában, Romániában. A hozzá tartozó települések: Cornu de Jos, Cornu de Sus és Valea Oprii. A községközpont Cornu de Jos.

## Fekvése
A megye nyugati részén található, a megyeszékhelytől, Ploieștitől, harmincnyolc kilométerre északra, a Prahova folyó mentén. A település felett magasodik a 740,2 méteres Sinoiul-csúcs, melyről belátható az egész község.

## Története
A települést 1538-ban alapították. A község „La Mori” nevű részén 1871-ben több, termálvizes forrást fedeztek fel, melyek híresek magas jód tartalmuk miatt.
A 19. század végén a község Prahova megye Prahova járásához tartozott és Cornul de Sus, Cornul de Jos, Câmpinița valamint Frăsinet falvakból állt, összesen 899 lakossal. A község tulajdonában volt egy, a 19. század utolsó harmadában épült iskola, valamint két vízimalom, egy-egy a Prahova illetve a Câmpinița folyón.
1925-ös évkönyv szerint a községnek 2711 lakosa volt. 1931-ben Frăsinet falut Breaza de Sus községhez csatolták. 1938-ban Cornu község Prahova megye Câmpina járásának lett a része.
1950-ben közigazgatási átszervezés alapján, a Prahova-i régió Câmpina rajonjához került, majd 1952-ben a Ploiești régióhoz csatolták.
1968-ban ismét megyerendszert vezettek be az országban, a község az újból létrehozott Prahova megye része lett.

## Lakossága
| Nemzetiségek | 2002 | 2002   |
| ------------ | ---- | ------ |
| Románok      | 4461 | 99,75% |
| Romák        | 9    | 0,20%  |
| Magyarok     | 1    | 0,02%  |
| Egyéb        | 1    | 0,02%  |
| Összesen     | 4472 | 100,0% |

## Látnivalók
- Termálforrások